# Нижнее Пигмозеро
Ни́жнее Пи́гмозеро — российское озеро в южной части Республики Карелия, в Кондопожском районе, недалеко от его границы с Медвежьегорским районом.

## Общие сведения
Расположено в северо-западной части Заонежского полуострова. Неправильной формы, вытянуто с северо-запада на юго-восток. Площадь поверхности — 14,0 км², площадь водосборного бассейна — 140 км², высота над уровнем моря — 53 м. 
Котловина ледникового происхождения.
Берега низкие, песчаные, покрыты хвойным лесом.
Через озеро протекает река Пигмозерка, впадающая в Онежское озеро. На озере 9 островов общей площадью 0,44 км².
Дно покрыто илистыми отложениями (56%) и каменно-песчаными (44%). Высшая водная растительность представлена в основном тростником и камышом в заливах озера.
В озере обитают плотва, щука, окунь, налим, ёрш.
На полуострове, вдающемся в южную часть озера, находился населённый пункт Пигмозеро, прекративший существование.